# (7400) Lenau
(7400) Lenau es un asteroide perteneciente al cinturón de asteroides descubierto el 21 de agosto de 1987 por Eric Walter Elst desde el Observatorio de La Silla, Chile.

## Designación y nombre
Lenau se designó al principio como 1987 QW1.
Más adelante, en 2007, fue nombrado en honor de Nikolaus Lenau (NF Niembsch von Strehlenau, 1802-1850) quien fue un poeta austríaco. Incapaz de establecerse en ninguna profesión, comenzó a escribir versos. Muchos poemas (por ejemplo, Herbst, Schilflieder ) se inspiraron en su pasión desesperada por Sophie von Löwenthal. Liszt utilizó su Fausto para componer los Mephisto-Walzer.

## Características orbitales
Lenau orbita a una distancia media de 2,959 ua del Sol, pudiendo alejarse hasta 3,259 ua y acercarse hasta 2,659 ua. Tiene una excentricidad de 0,101 y una inclinación orbital de 1,976 grados. Emplea en completar una órbita alrededor del Sol 1858,95 días.

## Características físicas
La magnitud absoluta de Lenau es 13,47.Tiene 6,305 km de diámetro y su albedo se estima en 0,256.